# Filippo Romano
Filippo Romano (* 14. April 2005 in Sarzana) ist ein italienischer Tennisspieler.

## Karriere
Romano spielte zwischen 2019 und 2023 auf der ITF Junior Tour. Dort nahm er nur an einem Grand-Slam-Turnieren teil, den Wimbledon Championships 2023, wo er nur im Doppel die erste Runde überstand. Darüber hinaus gewann er zwei Einzel- und sechs Doppeltitel von niedriger bis mittlerer Relevanz. In der Junioren-Rangliste erreichte er mit Platz 82 seine höchste Notierung.
Bei den Profis spielte Romano 2021 sein erstes Profiturnier. Auf der ITF Future Tour gewann er 2022 seinen ersten Doppeltitel. 2023 kamen drei und 2024 sechs Titel auf der Future Tour dazu, wodurch sich Romano in der Tennisweltrangliste stetig verbesserte und Ende 2024 bereits auf Platz 246 stand. Im Einzel gewann er erst 2025 seinen ersten Titel, der ihn bis Platz 690 steigen ließ. Auf der höher dotierten ATP Challenger Tour gelang Romano 2024 in Modena das erste Mal der Sprung ins Halbfinale. Im September 2024 verlor er mit seinem Landsmann Francesco Maestrelli sein erstes Challenger-Endspiel in Dobritsch. Im April 2025 unterlag er mit Jacopo Vasami in Monza auch sein zweites Finale. Er gewann 2025 bereits vier weitere Future-Turniere, obwohl seine Position für die Teilnahme an Challengers ausreicht. Beim Rom Masters kam Romano im Mai 2025 zu seinem Debüt auf der ATP Tour. Er erhielt an der Seite von Mattia Bellucci eine Wildcard für den Doppelwettbewerb, wo sie gegen das Top-20-Doppel Christian Harrison und Evan King in drei Sätzen ausschieden.

## Erfolge
| Legende (Anzahl der Siege) |
| Grand Slam                 |
| ATP Finals                 |
| ATP Tour Masters 1000      |
| ATP Tour 500               |
| ATP Tour 250               |
| ATP Challenger Tour (1)    |

### Doppel

#### Turniersiege
| Nr. | Datum           | Turnier | Belag     | Partner       | Finalgegner                         | Ergebnis |
| --- | --------------- | ------- | --------- | ------------- | ----------------------------------- | -------- |
| 1.  | 16. August 2025 | Todi    | Hartplatz | Jacopo Vasamì | Daniel Cukierman Johannes Ingildsen | 6:4, 6:3 |